# Черняковские Горки
Черняко́вские Го́рки — упразднённый посёлок, присоединённый к рабочему посёлку (ныне городу) Железногорску Курской области в 1961 году.

## География
Расположен в 2 км к юго-востоку от центральной части Железногорска на левом берегу реки Речицы. Состоит из домов индивидуальной застройки. С востока к бывшему посёлку примыкает урочище Опажье.

## История
Возник как отселение от деревни Черняково, располагавшейся на противоположном берегу Речицы. В 1937 году в посёлке было 8 дворов. Во время Великой Отечественной войны, с октября 1941 года по февраль 1943 года, находился в зоне немецко-фашистской оккупации. До 1954 года входил в состав Трубиченского сельсовета Михайловского района Курской области, затем передан в Разветьевский сельсовет. 28 сентября 1961 года включён в черту рабочего посёлка Железногорск.